# Píritu
Píritu ist eine Stadt im venezolanischen Bundesstaat Portuguesa. Es ist Verwaltungssitz des Municipio Esteller. Die Bevölkerung wird auf etwa 50.000 Einwohner geschätzt. Der Dorfkern entstand etwa im Jahr 1805 nach der Errichtung einer Kirche.